# Henry Lionel Lawrence
Henry Lionel Lawrence (Londra, 22 aprile 1908 – Colchester, giugno 1990) è stato un autore di fantascienza britannico.
Dal suo romanzo Fossa d'isolamento (The Children of light) è stato tratto nel 1963 il film Hallucination (The Damned, conosciuto anche con il titolo These Are the Damned), diretto da Joseph Losey.

## Opere
- Fossa d'isolamento (The Children of light,1960)